# Joachim
Joachim – imię męskie pochodzenia biblijnego, znaczy „Jahwe pocieszy, pokrzepi, wywyższy”. 
Poświadczone w Polsce od XIV wieku w formach Jachym, Jochym, Joachym, Achym.
Forma żeńska: Joachima.
Joachim imieniny obchodzi: 
- 6 lutego (wspomnienie św. Joachima Sakachibary, jednego z męczenników z Nagasaki +1597)
- 15 lutego (wspomnienie św. Joachima Firaiama-Diz, męczennika z Japonii +1622)
- 30 marca (wspomnienie św. Joachima z Fiore +1202)
- 16 kwietnia (wspomnienie bł. Joachima zakonnika ze Sieny +1303)
- 3 czerwca (wspomnienie św. Joachima Royo, męczennika w Chinach +1747–1748; spotykane są różne dni wspomnienia tego błogosławionego)
- 26 lipca[1] (wspomnienie św. Joachima, ojca Maryi)
- 16 sierpnia[2][1]
- 22 sierpnia (wspomnienie św. Joachima od Świętej Anny, Johna Walla +1679)[3]
- 3 września[2][1]
- 22 września[2][1]
- 24 listopada (wspomnienie św. Joachima Hao, męczennika z Chin +1839)
- 9 grudnia[2][1]

## Odpowiedniki w innych językach
- esperanto: Joakimo[4]

## Osoby noszące imię Joachim
- Święty Joachim – ojciec Najświętszej Maryi Panny,
- Święty Joachim z Fiore – franciszkanin, mistyk chrześcijański
- Joachim Badeni (1912–2010) – polski duchowny, dominikanin, autor książek
- Joachim Litawor Chreptowicz – kanclerz wielki litewski
- Joachim Brudziński – polski polityk, poseł PiS-u
- Joachim Fryderyk
- Joachim Gauck – prezydent Niemiec, teolog luterański, działacz polityczny i publicysta
- Joachim Gnilka – teolog katolicki, biblista
- Joachim Grubich – polski organista
- Joachim Halupczok (1968–1994) – polski kolarz
- Joachim Joachimczyk – powstaniec warszawski
- Joachim Johansson – tenisista
- Aki Kaurismäki – fiński reżyser
- Joachim Knychała – seryjny morderca
- Joachim Lamża – aktor
- Joachim Lelewel (1786–1861) – polski polityk i uczony
- Joachim Löw – niemiecki trener (wicemistrzostwo Europy, mistrzostwo świata) i piłkarz
- Joachim Marx – piłkarz, mistrz olimpijski 1972
- Joachim Meisner – niemiecki kardynał katolicki, arcybiskup Kolonii
- Joachim Mencel – muzyk
- Joachim Murat (1767–1815) – marszałek Francji
- Joaquín Navarro-Valls – rzecznik prasowy Watykanu
- Joaquin Phoenix – amerykański aktor filmowy
- Joachim von Ribbentrop (1893–1946) – jeden z przywódców hitlerowskich Niemiec
- Gioacchino Rossini – kompozytor oper
- Joachim I Nestor – margrabia brandenburski
- Joachim II Hektor (1505–1571) – elektor brandenburski
- Jerzy Joachim Retyk – profesor matematyki z Wittenbergi, kartograf, twórca przyrządów nawigacyjnych i innych, lekarz i nauczyciel (1514–1574)

## Osoby noszące nazwisko Joachim
- Joseph Joachim – węgierski skrzypek-wirtuoz, dyrygent, kompozytor